# Ismael Cruz Córdova
Ismael Enrique Cruz Cordova (Aguas Buenas, 7 de abril de 1987) es un actor puertorriqueño que ganó reconocimiento tras interpretar a Mando en Sesame Street y a Arondir en El Señor de los Anillos: Los Anillos de Poder.

## Trayectoria
Tras varios papeles secundarios y cortometrajes, ganó popularidad al interpretar a Armando "Mando" Rodriguez en el espacio infantil Sesame Street desde 2013 a 2015.
También tuvo un papel en la serie Ray Donovan en 2016.
En 2018 tuvo un papel protagonista en la tercera temporada de Berlin Station.
Desde 2022 tiene uno de los papeles protagonistas de la serie de Amazon Prime, El Señor de los Anillos: los Anillos de Poder. Por su papel en esta serie fue considerado Icono Latino en 2022. Esta misma serie también desató comentarios y persecuciones de tipo racista que el actor sufrió.

## Filmografía
| Título                                    | Año           | Papel          | Notas                              |
| ----------------------------------------- | ------------- | -------------- | ---------------------------------- |
| Stray Bullet 2                            | 2003          | Gatillo        |                                    |
| El cuerpo del delito                      | 2005          | Manny          | Película de televisión             |
| The Good Wife                             | 2011-2012     | Jimmy Patrick  |                                    |
| White Alligator                           | 2012          | Alejandro      |                                    |
| La Edwin                                  | 2012          | Johnny         | Cortometraje                       |
| La lotería                                | 2013          | Augusto        | Cortometraje                       |
| Chaser                                    | 2013          | Ian            | Cortometraje                       |
| Sesame Street                             | 2013-2015     | Mando          | Televisión, 12 episodios           |
| In the Blood                              | 2014          | Manny          |                                    |
| Divorce                                   | 2016          | Dependiente    | Episodio: "Mediation"              |
| Ray Donovan                               | 2016          | Hector Campos  |                                    |
| Citizen                                   | 2016          | Chris Martinez | 1 episodio                         |
| The Catch                                 | 2017          | The Hammer     | 3 episodios                        |
| Berlin Station                            | 2018          | Rafael Torres  | Papel principal, T3                |
| Mary Queen of Scots                       | 2018          | Rizzio         |                                    |
| Miss Bala                                 | 2019          | Lino           |                                    |
| The Mandalorian                           | 2019          | Qin            | Episodio "Chapter 6: The Prisoner" |
| The Undoing                               | 2020          | Fernando Alves | Miniserie                          |
| Settlers                                  | 2021          | Jerry          |                                    |
| The Lord of the Rings: The Rings of Power | 2022-presente | Arondir        | Papel principal                    |
| Finestkind                                | 2023          | Costa          | [ 13 ]                             |